# 小马村 (霞浦县)
小马村是福建省霞浦县沙江镇下辖的一个村级行政单位，福建省级文物保护单位黄瓜山遗址和竹江汐路桥的所在地。

## 人口及资源状况
小马村位于霞浦县东吾洋西北部，距沙江镇政府5公里，共有三个自然村（后村、葛藤湾、西贝头），9个村民小组，总户数425户，1539人，其中少数民族500人，男性809人，女性730人，中小学生130人，幼儿园34人，有3700—4200年前新石器时代的黄瓜山贝丘遗址，属省级文物保护单位。